# Mastercard
Mastercard Incorporated (стилизирано като MasterCard от 1979 до 2016 г. и mastercard от 2016 г.) e международна платежна система, транснационална финансова корпорация, обединяваща 22 хиляди финансови институции в 210 страни по света. Главното седалище (MasterCard International Global Headquarters) на компанията се намира в Харисън, окръга Уестчестър, щат Ню Йорк, САЩ. Глобалната операционна щаб-квартира е разположена в O'Fallon, Мисури, предградие на Сент Луис, щат Мисури, САЩ. В целия свят основен бизнес на компанията е обработката на плащания между банки-еквайръри (т.е. които приемат плащания с карти), обслужващи търговски точки, банки-емитенти или кредитни кооперации (кооперативни банки), използващи за разплащане дебитни и кредитни карти от бранда „MasterCard“. От 2006 г. MasterCard Worldwide става публична компания; преди своето IPO тя е била организация, съвместно управлявана от над 25 000 финансови институции, издаващи маркови карти.
През 2019 г. логото на компанията е променено, като е отпаднало името ѝ.
MasterCard, първоначално известна като Interbank / Master Charge, е създадена от няколко калифорнийски банки като конкурент на картите BankAmericard, издавани от Bank of America, която банка по-късно става емитент на кредитните карти Visa от разплащателната система VISA Inc. От 1966 до 1979 г. MasterCard се е наричала „Interbank“ и „Master Charge“.

## Дейност
През 2016 г. на MasterCard се падат 20% платежните карти в света, 32% има бившият световен лидер VISA, а първа става China UnionPay с 37%. На пазарите извън Китай Visa и MasterCard запазват доминиращи дялове от 50% и 31% съответно.
Корпорацията MasterCard Incorporated и участниците в платежната система MasterCard International активно участват в разработването и внедряването на технологии и стандарти за микропроцесорни карти, а също в налагането на картите като инструмент за безопасни плащания на полето на електронната търговия. За тази цел платежната система участва в работата на няколко международни консорциуми и форуми, работещи по внедряването на стандартите за многофункционални микропроцесорни карти.